# Andre van Noord
Andre van Noord, właściwie André Arend van de Noord (ur. 9 lutego 1964 w Zaanstad) – holenderski aktor, model, fotograf i poeta. W 2012 zajął szóste miejsce na liście ikon modelingu.

## Życiorys
W 1985, kiedy miał 21 lat i studiował politologię, został zauważony w amsterdamskim Popvenue Paradiso i podjął pracę jako model w kampanii Mexxa. Pół roku później znalazł się w squacie w Londynie.
Związał się agencjami: Kult Model Agency w Hamburgu, Unique Models w Kopenhadze, Uno Models w Barcelonie, Next w Londynie, I Love Models Management w Mediolanie, Bananas Models w Paryżu, Quest Model Management w Nowym Jorku i Ace Models w Atenach.
Trafił na okładki magazynów modowych dla mężczyzn, w tym „Vogue”, „GQ” (2010) i 1 listopada 2013 w tureckiej edycji „L’Officiel Hommes”. Brał też udział w reklamach Bugatti, perfum J’adore Diora z Charlize Theron, szwedzkiej marki The Tailoring Club – Brothers Stockholm Drottninggatan w Sztokholmie czy marki Vistula.
Po raz pierwszy pojawił się w roli aktorskiej jako Jacques w dramacie Kyodai Makes the Big Time (1992). W dramacie Punk adwokatem (Advocaat van de Hanen, 1996) zagrał postać prawnika Krakera Kiliaana Noppena, który opiekował się biednymi ludźmi, ale rozczarował się systemem i postanowił go opuścić. Można go było także zobaczyć w ekranizacji głośnej powieści Leopolda Sacher-Masocha Wenus w futrze (Venus in Furs, 1996), dramacie kryminalnym Przeciek (Lek, 2000) i dreszczowcu Zabójca dusz (Soul Assassin, 2001) z Kristy Swanson, Derekiem de Lint i Skeetem Ulrichem.
Zamieszkał w Amsterdamie z żonę i trójką dzieci.

## Wybrana filmografia
- 1992: Kyodai Makes the Big Time jako Jacques
- 1993: Hartverscheurend jako Johnny
- 1995: Wenus w futrze (Venus in Furs) jako Severin
- 2000: Przeciek (Lek) jako Joegoslaaf
- 2002: Zabójca dusz (Soul Assassin) jako Thorsten Fredriksz
- 2003: Los pędzlem malowany (Brush with Fate, TV)
- 2003: De passievrucht jako Niko Neerinckx
- 2004: Nieuwe schoenen (TV) jako Dave
- 2008: Zomerhitte jako Dennis
- 2012: Oblubienica Pana (Belle du Seigneur) jako Dietsch